# Pierre Cochereau
Pour les articles homonymes, voir Cochereau.
Pierre Cochereau, né à Saint-Mandé (commune alors dans le département de la Seine, aujourd'hui dans le Val de Marne) le 9 juillet 1924 et mort le 6 mars 1984 à Lyon, est un organiste, un improvisateur, un pédagogue et compositeur français. Il a notamment été titulaire des grandes orgues de la cathédrale Notre-Dame de Paris.

## Biographie
Pierre Cochereau choisit la musique après ses études secondaires et une année de droit. Après avoir commencé l'orgue avec Marie-Louise Girod, et travaillé ensuite avec André Fleury, il entre au Conservatoire national de musique de Paris où il reçoit l'enseignement de Marcel Dupré, Maurice Duruflé, Henri Challan, Noël Gallon, Tony Aubin, Norbert Dufourcq. Il y obtient les premiers prix d'orgue, d'harmonie, d'écriture et d'histoire de la musique. Marcel Dupré avait très tôt reconnu son talent, et dira de lui, plus tard, qu'il était « un phénomène sans équivalent ». Dès 1942, il est titulaire de l'orgue de Saint-Roch et devient en 1955 titulaire des grandes orgues de la Cathédrale Notre-Dame de Paris, sans concours. Il avait en réalité déjà joué cet instrument, au cours d'une messe, improvisant un offertoire, sous les yeux de Léonce de Saint-Martin, alors titulaire.
Il fait de cette tribune un lieu d'accueil pour les organistes du monde entier auxquels il cède ses claviers tous les dimanches après-midi pour des auditions d'une heure au cours desquelles tous les styles d'œuvres pour orgue auront droit de cité. Ces concerts présentés par Jehan Revert, maître de chapelle de Notre-Dame, sont à sa demande systématiquement enregistrés, ce qui fait de ces archives un témoignage du « jeu » organistique aux XXe et XXIe siècles. Il fait preuve d'éclectisme pour le répertoire propre à cet instrument, admettant lors de ces auditions les œuvres les plus modernes à son époque d'Arvo Pärt à Iannis Xenakis, en passant par des compositeurs sous-estimés tels Georges Delerue qui lui écrivit (et pour Roger Delmotte) une Sonate pour trompette et orgue.
Au long des trente années qu'aura duré son titulariat, Pierre Cochereau a à cœur d'entretenir puis de relever « son » orgue, chef-d’œuvre (1868) du facteur Aristide Cavaillé-Coll, entre 1963 et 1975. À cette fin, il fait d'abord appel à Jean Hermann puis, à la mort de celui-ci, à Robert Boisseau et Jean-Loup Boisseau. Sous son égide, puis celle de ses successeurs, ceux-ci (auxquels il convient d'associer Bertrand Cattiaux) feront de cet instrument ce qu'il est aujourd'hui. Mais les avis seront très partagés quant aux adjonctions qu'il « subit » dans les années 1960-1970 (impliquant entre autres son électrification et sa réharmonisation et le dépavillonnage des fonds, donc la transformation profonde d'un chef-d’œuvre de Cavaillé-Coll) et aux travaux ultérieurs, qui par certains aspects reviendront d'ailleurs en arrière.
Contrairement à la plupart de ses collègues de l'époque, Pierre Cochereau est, avec les Souberbielle, Jean-Albert Villard et quelques autres organistes un peu plus jeunes, tels Michel Chapuis, Francis Chapelet ou encore Xavier Darasse pour ne citer que les plus emblématiques, très compétent en matière de facture d'orgue, qu'elle soit orientée vers un retour à la « tradition » ou empreinte de modernité. Le travail manuel ne lui est pas étranger, pas plus que ne lui sont étrangères les compétences en matière d'administration.
Il est aussi directeur du Conservatoire du Mans de 1949 à 1956, de celui de Nice de 1961 à 1979 et est enfin chargé de créer ex nihilo à Lyon, à côté du CNR, le second Conservatoire national supérieur de musique en France, dont il reste le directeur de 1980, jusqu'à sa mort en 1984.
En plus d'être un grand organiste aux interprétations à la fois brillantes et respectueuses de la tradition du répertoire d'orgue classique, romantique et contemporain, il est réputé pour ses dons exceptionnels et son solide métier d'improvisateur. Du fait de leur richesse d'invention et de leur perfection formelle, nombre de ses improvisations sont publiées en partition et réenregistrées par d'autres interprètes, ce qui est rare (un autre cas connu étant les improvisations de Charles Tournemire).
Pierre Cochereau est aussi un « organiste d'église » aussi présent à sa tribune que sa carrière de concertiste et de pédagogue le lui permet. Sa connaissance du chant grégorien et plus généralement de la musique liturgique font de ses interventions au cours des offices, soit en accompagnant soit en improvisant, d'inoubliables moments de musique. Il inaugure des orgues restaurés, comme à Beauvais ou celui de l'Auditorium Maurice-Ravel de Lyon.
Pierre Cochereau est le premier à sortir « physiquement » l'orgue de ses lieux de prédilection, en faisant des tournées, accompagné le plus souvent de son ami trompettiste Roger Delmotte, avec son orgue « itinérant » à tuyaux, d'une dizaine de jeux (facteur : Philippe Hartmann) qu'il transporte dans une remorque attelée à l'une de ses automobiles.
Pierre Cochereau est aussi avec Pierre Firmin-Didot cofondateur du Grand Prix de Chartres, concours d'orgue de renommée internationale, qui a pour originalité d'instituer à côté du traditionnel prix d'interprétation, un tout aussi important prix d'improvisation.
Même s'il encourage des organistes (comme Jacques Taddei) et inspire des improvisateurs (notamment Pierre Pincemaille,), Pierre Cochereau est partiellement méconnu de nos jours. Son œuvre musicale écrite est de qualité, mais peu abondante. Il laisse en revanche, sur des centaines de bandes ReVox bien conservées, une grande quantité d'improvisations (et aussi, mais en moins grand nombre, d'œuvres du répertoire) enregistrées au cours des offices et en concert à Notre-Dame. L'écoute analytique de la somme de ces enregistrements effectués sur une période allant globalement de 1965 à sa mort et réalisés par François Carbou devrait permettre de comprendre et d'apprécier la réalité de cet artiste unique et, malgré les honneurs de son vivant, mystérieusement atypique et particulièrement flamboyant.
Pierre Cochereau meurt d'une rupture d'anévrisme dans la nuit du 5 au 6 mars 1984 à Lyon, à l'âge de 59 ans.
Il avait eu avec sa femme Nicole deux enfants qui sont aussi devenus musiciens : Jean-Marc, (1949-2011), chef d'orchestre et directeur du conservatoire à rayonnement régional de Tours, et Marie-Pierre, harpiste.
Une rue porte son nom à Montpellier ainsi qu'une avenue à Roquevaire. Le conservatoire à rayonnement régional de Nice porte également son nom.

## Décorations
Pierre Cochereau est :
- Officier de la Légion d'honneur ;
- Officier de l'ordre national du Mérite ;
- Officier de l'ordre des Arts et des Lettres ;
- Commandeur de l'ordre de Saint-Grégoire-le-Grand ;
- Grande Médaille de Vermeil de la Ville de Paris ;
- Médaille d'honneur de la Ville de Dijon.

Il reçoit en outre la récompense de l'Académie du disque français pour L'art de l'improvisation.

## Catalogue des œuvres

### Orgue seul
- Symphonie (écrit 1950-1955. Tournai: Éditions Chantraine, 1996. EC 100)
  - 1. Adagio et Allegro
  - 2. Adagio
  - 3. Scherzando
  - 4. Allegro
- Trois Variations sur un thème chromatique (écrit 1963.Paris: Leduc, 1963)
- Micro-Sonate en Trio op. 11 (écrit 1969. Paris: Leduc, 1969)
- Variations sur "Ma jeunesse a une fin" op. 16 (écrit 1972. Paris: Leduc, 1972)

### Orgue avec autres instruments
- Concerto pour orgue et orchestre en ut dièse majeur (écrit 1951. Inédit.)

### Chœur
- Paraphrase de la Dédicace pour chœur, deux orgues, deux ensembles de cuivres et six timbales (écrit 1963. Sankt Augustin: Dr. Josef Butz Musikverlag/Éditions Chantraine. EC 148)
- Hymne (Inédit.)

### Musique de chambre
- Mélodies (Inédit.)
- Quintette avec piano (Inédit.)

## Transcriptions des improvisations de Pierre Cochereau
- Symphonie improvisée.
- I. Adagio
- II. Scherzo
- III. Adagio
- IV. Toccata
  - Improvisée en juin 1956 à l'orgue Aeolian-Skinner au Boston Symphony Hall. Transcrit par Jeremy Filsell.
    - Sankt Augustin, Allemagne: Dr. J. Butz Musikverlag/Éditions Chantraine, 2004. EC 160.
      - Disque: Cochereau: Les "Incunables". Sigean: Solstice, 2000. SOCD 177/8. 2 CD[3].
- Symphonie en improvisation.
- I. Agité
- II. Scherzo
- III. Lent
- IV. Final
  - Improvisée en décembre 1963 à Notre-Dame de Paris pour Philips. Transcrit par John Scott Whiteley.
    - Sankt Augustin, Allemagne: Musikverlag Dr. J. Butz (de)/Éditions Chantraine, 2006. EC 161.
      - Disque: Cochereau: La Légende. Sigean: Solstice, 2007. SOCD 237. Collection Grandes Orgues Vol. 4: Messiaen/Cochereau. France: Philips, 1995. Philips Classics 446 642-2. 1 CD.
- Treize improvisations sur les versets de vêpres.
  - Improvisée en décembre 1963 à Notre-Dame de Paris pour Philips. Transcrit par Jeanne Joulain.
    - Tournai: Éditions Chantraine, 1997. EC 125.
      - Disque: Pierre Cochereau improvise sur des Noëls. Sigean: Solstice, 1997. SOCD 152. 1 CD.
- Prélude et Variations sur "Venez, Divin Messie".
  - Improvisée le 24 décembre 1968 à Notre-Dame de Paris. Transcrit par David Briggs.
    - Tournai: Éditions Chantraine, 1998. EC 122[3].
      - Disque: Cochereau: La Légende. Sigean: Solstice, 2007. SOCD 237.
- Sortie sur "Adeste Fideles".
  - Improvisée le 24 décembre 1968 à Notre-Dame de Paris. Transcrit par François Lombard.
    - Tournai: Éditions Chantraine. EC 150.
      - Disque: Pierre Cochereau improvise sur des Noëls. Sigean: Solstice, 1997. SOCD 152. 1 CD.
- Cantem toto la Gloria.
  - Improvisée le 23 juillet 1969 à Collioure (Pyrénées-Orientales; Hartmann-Positiv). Transcrit par David Briggs.
    - Tournai: Éditions Chantraine, 1997. EC 120.
      - Disque: Pierre Cochereau: 12 improvisations inédites. Sigean: Solstice, 2002. SOCD 200/1. 2 CD.
- Thème et Variations sur "Alouette, gentille alouette".
  - Improvisée en avril 1970 à Notre-Dame de Paris für Philips. Transcrit par David Briggs.
    - Londres: United Music Publishers, 1992.
      - Disque: Collection Grandes Orgues Vol. 16: Cochereau joue Cochereau, Improvisations 1. France: Philips, 1996. Philips 454 655-2. 1 CD.
- Quinze versets sur "Ave Maris Stella".
  - Improvisée le 15 août 1970 à Notre-Dame de Paris. Transcrit par François Lombard.
    - Tournai: Éditions Chantraine. EC 157.
      - Disque: Pierre Cochereau improvise en concert à Notre-Dame de Paris. Sigean: Solstice, 1989. FYCD 127. 1 CD.
- Variations sur un vieux Noël.
  - Improvisée le 24 décembre 1972 à Notre-Dame de Paris. Transcrit par Jeremy Filsell.
    - Tournai: Éditions Chantraine. EC 137.
      - Disque: Pierre Cochereau improvise en concert à Notre-Dame de Paris. Sigean: Solstice, 1989. FYCD 127. 1 CD.
- Introduction, Choral et Variations sur "O Filii et filiæ".
  - Improvisée le 22 avril 1973 à Notre-Dame de Paris. Transcrit par François Lombard.
    - Tournai: Éditions Chantraine, 2000. EC 151.
      - Disque: Pierre Cochereau: L'organiste de Notre-Dame. Sigean: Solstice, 1992. SOCD 94/6. 3 CD.
- Boléro sur un thème de Charles Racquet pour orgue et percussion.
  - Improvisée en mai 1973 à Notre-Dame de Paris pour Philips. Transcrit par Jean-Marc Cochereau.
    - Tournai: Éditions Chantraine, 1996. EC 116.
      - Disques: Cochereau: La Légende. Sigean: Solstice, 2007. SOCD 237. Collection Grandes Orgues Vol. 16: Cochereau joue Cochereau, Improvisations 1. France: Philips, 1996. Philips 454 655-2. 1 CD.
- Berceuse à la mémoire de Louis Vierne.
  - Improvisée en mai 1973 à Notre-Dame de Paris pour Philips. Transcrit par Frédéric Blanc.
    - Tournai: Éditions Chantraine, 1997. EC 119.
      - Disque: Collection Grandes Orgues Vol. 17: Cochereau joue Cochereau, Improvisations 2. France: Philips, 1996. Philips 454 656-2. 1 CD.
- Variations sur "Frère Jacques".
  - Improvisée en mai 1973 à Notre-Dame de Paris pour Philips. Transcrit par François Lombard.
    - Tournai: Éditions Chantraine. EC 149.
      - Disque: Collection Grandes Orgues Vol. 17: Cochereau joue Cochereau, Improvisations 2. France: Philips, 1996. Philips 454 656-2. 1 CD.
- Suite à la française sur des thèmes populaires.
- I. Prélude "Légende de Saint-Nicolas"
- II. Air "Trimazo"
- III. Gigue "Compagnons de la Marjolaine"
- IV. Musette "Nous n'irons plus au bois"
- V. Sarabande "Dans les prisons de Nantes"
- VI. Menuet "V'la l'bon vent"
- VII. Toccata "Marche des rois"
  - Improvisée en mai 1973 à Notre-Dame de Paris pour Philips. Transcrit par François Lombard.
    - Tournai: Éditions Chantraine. EC 115.
      - Disque: Collection Grandes Orgues Vol. 16: Cochereau joue Cochereau, Improvisations 1. France: Philips, 1996. Philips 454 655-2. 1 CD.
- Scherzo symphonique.
  - Improvisée le 10 février 1974 à Notre-Dame de Paris. Transcrit par Jeremy Filsell.
    - Tournai: Éditions Chantraine, 1998. EC 139.
      - Disque: Pierre Cochereau: L'organiste de Notre-Dame. Sigean: Solstice, 1992. SOCD 94/6. 3 CD.
- Sortie sur "Venez, Divin Messie".
  - Improvisée en mars 1974 à Notre-Dame de Paris pour FY/Solstice. Transcrit par François Lombard.
    - Tournai: Éditions Chantraine, 1996. EC 113.
      - Disque: Noël à Notre-Dame de Paris. Sigean: Solstice, 1994. SOCD 906. 1 CD.
- Suite de Danses pour orgue et percussion.
- I. Marche
- II. Sarabande
- III. Musette
- IV. Tambourin
- V. Menuet
- VI. Gigue
  - Improvisée le 29 mai 1974 à Notre-Dame de Paris. Transcrit par David Briggs.
    - Tournai: Éditions Chantraine. EC 123.
      - Disque: Cochereau: Deux grandes improvisation en concert. Sigean: Solstice, 1985. FYCD 118. 1 CD.
- Sortie sur "Haec Dies".
  - Improvisée le 30 mars 1975 à Notre-Dame de Paris. Transcrit par François Lombard.
    - Tournai: Éditions Chantraine, 1997. EC 112.
      - Disque: Pierre Cochereau: L'organiste de Notre-Dame. Sigean: Solstice, 1992. SOCD 94/6. 3 CD.
- Neuf Pièces improvisées en forme de Suite française.
- I. Kyrie
- II. Petit Plein-Jeu
- III. Offertoire
- IV. Tierce en taille
- V. Voix humaine
- VI. Basse de Cromorne
- VII. Flûtes
- VIII. Basse de Trompette
- IX. Grand Plein-Jeu
  - Improvisée entre le 15 et le 18 mars 1977 à Notre-Dame de Paris pour FY/Solstice. Transcrit par Jeanne Joulain.
    - Tournai: Éditions Chantraine. EC 64.
      - Disque: Pierre Cochereau: L'art de l'improvisation. Sigean: Solstice, 1999. FYCD 059. 1 CD.
- Variations sur un Noël.
  - Improvisée le 27 juin 1977 à Notre-Dame de Paris pour FY/Solstice. Transcrit par François Lombard.
    - Tournai: Éditions Chantraine, 1997. EC 90.
      - Disque: Pierre Cochereau: L'art de l'improvisation. Sigean: Solstice, 1999. FYCD 059. 1 CD.
- Une Messe Dominicale.
- I. Entrée
- II. Offertoire
- III. Élévation
- IV. Communion
- V. Sortie
  - Improvisée le 28 juin 1977 à Notre-Dame de Paris pour FY/Solstice. Transcrit par François Lombard.
    - Tournai: Éditions Chantraine, 1997. EC 114.
      - Disque: Pierre Cochereau: L'art de l'improvisation. Sigean: Solstice, 1999. FYCD 059. 1 CD.
- Triptyque symphonique sur deux thèmes.
- I. Introduction et Scherzo
- II. Fugue
- III. Final
  - Improvisée le 29 juin 1977 à Notre-Dame de Paris pour FY/Solstice. Transcrit par David Briggs.
    - Tournai: Éditions Chantraine, 1998. EC 121.
      - Disque: Pierre Cochereau: L'art de l'improvisation. Sigean: Solstice, 1999. FYCD 059. 1 CD.

## Discographie
- Camille Saint-Saëns
  - Symphonie No 3, orgue Notre-Dame-de-Paris, Berliner Philarmoniker, dir. Herbert von Karajan CD DG 1982
- Pierre Cochereau: L'Œuvre écrite.
  - Symphonie pour grand orgue; Paraphrase de la Dédicace; Trois Variations sur un thème chromatique; Micro Sonate en trio; Thème et Variations sur "Ma jeunesse a une fin".
    - François Lombard (Symphonie) et Pierre Pincemaille, Orgue. Chœur régional Provence-Alpes-Côte d'Azur. Orchestre philharmonique de Marseille. Jean-Marc Cochereau, direction. Enregistrée en 1999 à St. Vincent de Roquevaire (Bouches-du-Rhône). Sigean: Solstice, 1999. SOCD 163. 1 CD.
- Cochereau.
  - DVD portrait de Pierre Cochereau (2 heures).
    - Sigean : Solstice, 2004. SODVD 01. 1 DVD.
- Cochereau: Les "Incunables".
  - Liszt: Ad nos, ad salutarem undam ; Vierne: 2. Sinfonie e-Moll op. 20; Dupré : Symphonie-Passion op. 20 ; Cochereau : Symphonie improvisée.
    - Pierre Cochereau, Orgue. Enregistrée en 1955 à Notre-Dame de Paris (Liszt, Vierne, Dupré) et en juin 1956 (Symphonie improvisée) à la Symphony Hall, Boston. Sigean: Solstice, 2000. SOCD 177/8. 2 CD.
- Cochereau: La Légende.
  - Symphonie en Improvisation; Treize improvisations sur des versets de Vêpres; Boléro improvisé sur un thème de Charles Racquet pour orgue et percussion.
    - Pierre Cochereau, Orgue. Michel Cals et Michel Gastaud, percussion (Boléro improvisé). Enregistrée en décembre 1963 (Symphonie, Treize improvisations) et en mai 1973 (Boléro improvisé) à Notre-Dame de Paris. Sigean : Solstice, 2007. SOCD 237. 1 CD.
- Collection Grandes Orgues Vol. 4: Messiaen/Cochereau.
  - Olivier Messiaen : Extraits de la "Nativité du Seigneur"; Le banquet céleste; Apparition de l’église éternelle (février 1972); Symphonie en improvisation (mai 1973).
    - Pierre Cochereau, Orgue. Enregistrée à Notre-Dame de Paris. France: Philips, 1995. Philips 446 642-2. 1 CD.
- Pierre Cochereau improvise sur des Noëls aux grandes orgues de Notre-Dame de Paris.
  - Pierre Cochereau, Orgue. Enregistrée entre 1969 et 1973 à Notre-Dame de Paris. Sigean : Solstice, 1997. SOCD 152. 1 CD.
- Pierre Cochereau : 12 Improvisations inédites.
  - Tournée d'été en 1969 au positif Philippe Hartmann.
    - Pierre Cochereau, Orgue. Enregistrée entre le 16 juillet et le 29 août 1969. Sigean : Solstice, 2002. SOCD 200/1. 2 CD.
- Collection Grandes Orgues Vol. 16 : Cochereau joue Cochereau, Improvisations 1.
  - Improvisations sur “Alouette, gentille alouette” (avril 1970) ; Suite à la française sur des thèmes populaires ; Boléro sur un thème de Charles Racquet, pour orgue et percussion (mai 1973)[19].
    - Pierre Cochereau, Orgue. Michel Cals et Michel Gastaud, Percussion (Boléro). Enregistrée à Notre-Dame de Paris. France: Philips, 1996. Philips 454 655-2. 1 CD.
- Collection Grandes Orgues Vol. 17 : Cochereau joue Cochereau, Improvisations 1.
  - Treize improvisations sur des versets de Vêpres (décembre 1963) ; Berceuse à la mémoire de Louis Vierne ; Variations sur « Frère Jacques » (mai 1973).
    - Pierre Cochereau, Orgue. Enregistrée à Notre-Dame de Paris. France : Philips, 1996. Philips 454 656-2. 1 CD.
- Pierre Cochereau : Deux grandes improvisations en concert.
  - Suite de Danses ; Prélude, Adagio et Choral Varié.
    - Pierre Cochereau, Orgue. Michel Cals et Michel Gastaud, Percussion (Suite de Danses). Enregistrée entre le 24 mai 1974 (Suite) et le 27 février 1970 (Prélude, Adagio et Choral Varié) à Notre-Dame de Paris. Sigean: Solstice, 1985. FYCD 118. 1 CD.
- Pierre Cochereau : L'organiste de Notre-Dame.
  - Œuvres de Jean-Sébastien Bach, César Franck, Olivier Messiaen, Marcel Dupré, Rouget de Lisle, et plusieurs enregistrements des improvisations liturgiques et publiques.
    - Pierre Cochereau, Orgue. Enregistrée entre 1968 et 1984 à Notre-Dame de Paris et à Chartres Cathédrale (Introduction, Choral et Variations sur un thème donné par P. C., 30 septembre 1973). Sigean: Solstice, 1992. SOCD 94/6. 3 CD.
- Pierre Cochereau, Orgue.
  - Œuvres de Jean-Sébastien Bach, François Couperin, Louis Vierne, Olivier Messiaen et une improvisation sur un thème donné.
    - Pierre Cochereau, Orgue. Enregistrée le 12 juillet 1970 et le 2 juillet 1972 à la Chiesa Parrocchiale à Magadino, Italie. Bologna, Italie : Ermitage, 1996. ERM 176-2. 1 CD.
- Pierre Cochereau improvise en concert à Notre-Dame de Paris.
  - 15 Versets sur Ave Maris Stella ; Variations sur un Noël.
    - Pierre Cochereau, Orgue. Enregistrée le 15 août 1970 (Versets) et le 24 décembre 1972 (Variations) à Notre-Dame de Paris. Sigea n: Solstice, 1989. FYCD 127. 1 CD.
- Improvisations sur des thèmes de Pâques à Notre-Dame de Paris.
  - Symphonie en 4 mouvements (11 avril 1971); Introduction, Choral, Fugue et Variations (26 mars 1978); Prélude, Adagio, Fugue et Choral Varié (19 avril 1981).
    - Pierre Cochereau, Orgue. Enregistrée à Notre-Dame de Paris. Sigean : Solstice, 2003. SOCD 206. 1 CD.
- Pierre Cochereau : L'organiste liturgique.
  - Quatre Messes improvisées (Entrée, Offertoire, Communion et Sortie).
    - Pierre Cochereau, Orgue. Enregistrée entre juin 1973 et novembre 1977 à Notre-Dame de Paris. Sigean : Solstice, 2003. SOCD 226. 1 CD.
- Grandes Heures Liturgiques à Notre-Dame de Paris.
  - Pierre Cochereau, aux grandes Orgues. Maîtrise de Notre-Dame. Jehan Revert, direction. Enregistrée en février et juin de 1973 à Notre-Dame de Paris. Sigean : Fy & Du Solstice, 1993. FYCD 001. 1 CD.
- Noël à Notre-Dame de Paris.
  - Pierre Cochereau, Orgue. Maîtrise de Notre-Dame. Jehan Revert, direction. Enregistrée en mars et juin 1974 à Notre-Dame de Paris. Sigean : Solstice, 1994. SOCD 906. 1 CD.
- Les offices du dimanche à Notre-Dame de Paris.
  - Office de Laudes; Grand’Messe; Vêpres.
    - Pierre Cochereau, Orgue. Maîtrise de Notre-Dame/Chorale de la Cathédrale. Jehan Revert, direction. Enregistrée le 27 février 1976 et le 9 novembre 1968 à Notre-Dame de Paris. Sigean : Solstice, 1988. FYCD 019. 1 CD.
- Pierre Cochereau : L'art de l'improvisation.
  - 30 pièces pour servir de présentation à l'orgue de Notre-Dame.
    - Pierre Cochereau, Orgue. Enregistrée entre le 15 mars et le 29 juin 1977 à Notre-Dame de Paris. Sigean: Solstice, 1999. FYCD 059. 1 CD.
- Œuvres de Otto Barblan et Henri Gagnebin.
  - Otto Barblan: Toccata op. 23; Fantaisie op. 16; Chaconne op. 10 sur BACH. Henri Gagnebin : Toccata; Dialogue et Passacaille. Pierre Cochereau en Interview avec Gérard Delatena.
    - Pierre Cochereau, Orgue. Enregistrée en octobre 1977 à Notre-Dame de Paris. Wiesbaden, Allemagne : Motette Ursina. Motette M 10350. 1 LP.
- Cochereau : Un Testament Musical.
  - Intégrale des 25 improvisations sur l'Évangile selon Matthieu.
    - Pierre Cochereau, Orgue. Enregistrée entre le 5 février et le 4 mars 1984 à Notre-Dame de Paris. Sigean : Solstice, 1997. SOCD 150/1. 2 CD.
- Cochereau : Deux Improvisations en forme de Suites (Solstice SOCD349)[20].
- Cochereau - Raretés et inédits - 19 CD et 1 DVD (Solstice SOCD365/84)[14].